# Політична соціалізація
Політи́чна соціаліза́ція — засвоєння особою соціального й політичного досвіду шляхом включення її у політичну систему, в управління політичними процесами. Найважливішими результатами політичної соціалізації є політичні переконання, почуття, цінності й норми політичної діяльності, що роблять суспільство спроможним забезпечити збереження, модернізацію чи зміну політичного режиму.

Політична соціалізація — це «процес розвитку, в ході якого діти і підлітки сприймають ідеї, політичну позицію і поведінку, типове для даної спільності». Іншими словами, політична соціалізація зводиться до засвоєння політичних цінностей і норм, необхідних для адаптації в сформованій політичній системі і виконання різних видів політичної діяльності. Політична соціалізація є одним з напрямків загального процесу соціалізації індивідів. Основними агентами політичної соціалізації виступають такі соціальні інститути, як сім'я, освіта, засоби масової інформації та інші. Велику роль в процесі політичної соціалізації в сучасному суспільстві виконують політологи і політологія, як наукова й освітня дисципліна.

Сам термін "політична соціалізація" був вперше введений в 1959 р. американським вченим Г. Хайменом.Основні напрямки, за якими розвивалася теорія політичної соціалізації в цей період, можна визначити наступним чином: це, по-перше, аналіз процесу політичної соціалізації, по-друге, вивчення "агентів", які впливають на процес соціалізації, і по-третє, дослідження продукту, який виходить на "виході" процесу політичної соціалізації, тобто, політична свідомість, політичні уявлення, орієнтації, установки.

В той період в політичній науці процес політичної соціалізації розглядався в рамках біхевіористської парадигми та інтерпретувався як вплив політичного середовища на особистість шляхом передачі певних моделей поведінки через систему організованих суспільних інститутів і цінностей. При цьому індивіди або групи, що соціалізуються є пасивними об'єктами соціалізації, а сам процес соціалізації передбачає "вертикальні" відносини. Процес політичної соціалізації розглядався як стадіальний, зокрема, в ньому виділялася латентна стадія (тобто процес неполітичного научання, згодом впливає на політичну поведінку індивіда) і стадія прямої політичної соціалізації (процес ретрансляції власне політичних цінностей та інформації). На початковому етапі розвитку теорії найбільше увага дослідників була приділена таким агентам соціалізації як родина і група однолітків. Багато вчених, що займалися в 60-70-ті роки проблемою політичної соціалізації, дотримувалися тези, що сім'я індивіда є головним  агентом соціалізації на етапі латентної політичної соціалізації.

На тлі політичних змін, що відбулися у світі наприкінці XX століття, змінилися і теоретичні підходи до визначення політичної соціалізації. Так, в останні десятиліття минулого століття соціалізація втрачає свій "вертикальний" характер у зв'язку з тим, що в традиційних суспільствах з'являються риси модернізації. Наприклад, однією з таких рис стає зниження ролі авторитету віку - більш старший вік батьків, вчителів і т.д. не стає підставою для пошани і наслідування; те ж саме відбувається і у відношенні спорідненості - роль родинних зв'язків знижується. Крім того, процес соціалізації йде не тільки в "одну сторону" – від старшого покоління до молодшого - але й навпаки - зараз є дані про те, що молоді люди ретранслюють свої власні політичні орієнтації батькам.

Відповіддю на запити соціальної і політичної реальності, що змінилася стала теорія запропонована в 1986 р. Річардом Мерелманом. Це  принципово нова модель механізму засвоєння та ретрансляції політичних цінностей і установок. Згідно з його ідеєю "горизонтальної" (lateral) політичної соціалізації, цей процес  являє собою безперервний вибір з широкого числа можливих і конкуруючих між собою образів світу та моделей поведінки, кількість яких постійно збільшується в результаті взаємин між "рівними" учасниками процесу соціалізації на "горизонтальному" рівні. При "горизонтальній" соціалізації відносини між об'єктом і агентами соціалізації добровільні, рівні і тимчасові. Особистість стає центром моделі, на відміну від моделі "вертикальної" соціалізації, де особистість виявлялася своєрідним "кінцем" ланцюжка впливів.

Філіп Васбурн вважає, що ці моделі політичної соціалізації слід розглядати не як окремі та протиборчі концепції, а як взаємодоповнюючі підходи. Він пропонує наступну модель процесу політичної соціалізації: стадії життєвого циклу, на якій перебуває індивід (дитинство, підлітковий вік, юнацтво, зрілість і старість), і агенти соціалізації (сім'я, в якій виховувався індивід, школа, церква, ЗМІ, сім'я самого індивіда, його робота і політичний досвід) являють собою інтерактивні системи. Між агентами соціалізації існують комплексні взаємини на всіх стадіях життєвого циклу, і відносна значимість кожного з агентів соціалізації може варіюватися від одного періоду життєвого циклу до іншого. Політичні орієнтації індивіда в будь-якій точці життєвого циклу визначаються особистими природними особливостями, періодом життєвого циклу, який переживає людина, її попереднім досвідом соціалізації, а також тим положенням, яке він займає в соціальній структурі.

З точки зору Ф. Н. Ільясова, політична соціалізація - «це процес включення індивіда в систему владних відносин і структур. Цей процес має такі складові: 1) інтерналізація соціальних норм, що регулюють владні відносини; 2) соціально-політична орієнтація, первинне запам’ятовування (імпринтинг) образу вождя; 3) вибір «своєї» соціальної групи і політичної позиції; 4) входження в «свою» соціально-політичну групу; 5) засвоєння певних політичних функцій, реалізація політичної поведінки ».